# 세버그
《세버그》(영어: Seberg)는 2019년 제작된 미국의 정치 스릴러 영화로, 베네딕트 앤드루스가 감독을 맡았다. 배우 크리스틴 스튜어트가 진 세버그 역을 맡아 연기했다. 제76회 베네치아 영화제에서 전 세계 최초로 상영되었다.

## 줄거리
진 세버그는 미국 배우로 장뤼크 고다르의 영화 《네 멋대로 해라》의 여주인공으로 유명하다. 남편 로맹 가리와는 자유결혼 관계로 파리에서 자녀를 양육하고 있다. 헐리우드에서의 배우 활동을 위해 오는 비행기의 일등석에서 그녀는 백인 승무원이 흑인 승객을 향해 인종차별적 행동을 하는 것을 보고 그를 돕고자 한다. 그는 자신을 하킴 자말이라고 소개하는데 인권운동가였다.
미국에 도착했을 때 세버그는 공항에서 흑인인권운동가들이 자말과 그와 함께했던 흑인 승객들에게 가해진 인종차별적 행위에 대해 항의하는 것을 보게 된다. 세버그는 거기에 함께 가세하여 연대의 의미로 블랙파워의 경례 표시인 주먹을 들어올린다. 그녀는 몰랐지만 공항에는 FBI가 비밀리에 사찰을 하고 있었고 그녀가 활동가들과 함께 있는 모습을 촬영했다. FBI는 이후 세버그가 미국에 있는 동안 그녀의 활동을 감시하고 전화 통화를 도청한다.
세버그는 자말과 친구가 되었고 그도 결혼한 상태였음에도 곧이어 연인의 관계로 발전한다. FBI의 감시작전인 코인텔프로(FBI의 대(對) 파괴자 정보 활동)가 세버그를 표적으로 작동을 시작했고 세버그와 자말이 성관계를 맺는 것을 녹음하여 자말의 아내 도로시에게 들려주자 그녀는 세버그에게 폭행을 가한다. 이후 자말은 세버그와의 관계를 정리했고 세버그는 비탄에 빠진다.
FBI는 수년 동안 감시를 계속하며 세버그를 괴롭혔고 그들이 언론에 퍼뜨린 나쁜 이미지들은 그녀의 배우로서의 경력에 타격을 주었다. 1970년 세버그가 딸을 유산했는데 코인텔프로에서 아이의 아버지가 블랙 팬더 파티의 일원이라는 유언비어를 살포했다. 딸의 죽음과 FBI의 아이 친부에 대한 중상모략으로 그녀는 심각한 우울증에 빠져들었다. 결국 1979년 배우로서의 경력과 사생활이 파탄 상태에 이르면서 세버그는 자살한다.

## 출연
- 크리스틴 스튜어트 - 진 세버그
- 잭 오코널 - 잭 솔로몬
- 앤서니 매키 - 하킴 자말
- 마거릿 퀄리 - 리넷
- 콜름 미니 - 프랭크 엘로이
- 자지 비츠 - 도러시 자말
- 빈스 본 - 칼 코왈스키
- 이반 아탈 - 로맹 가리
- 스티븐 루트 - 월트 브레크먼
- 코닐리어스 스미스 주니어 - 레이 로버트슨
- 제이드 페티존 - 제니 코왈스키
- 서데리어스 블레인 - 루이 루이스
- 제임스 조던 - 로이 매도

## 제작
2018년 3월 크리스틴 스튜어트, 잭 오코널, 앤서니 매키, 마거릿 퀄리, 콜름 미니가 배역에 캐스팅 되었음이 발표되었다. 감독에 베네딕트 앤드류스, 각본에 조 슈라프넬과 안나 워터하우스, 제작에 오토매틱과 브래들리 필즈 프로덕션의 브라이언 카바나-존스, 케이트 가우드, 스티븐 홉킨스, 브래들리 필즈가 참여했다. 2008년 4월에 재지 비츠가, 5월에 빈스 본, 이반 아탈, 스티븐 루트가, 6월에 코넬리우스 스미스 주니어와 제이드 페티존이,  7월에 서데리어스 블레인이 배우로 추가되었다.

## 촬영
촬영은 2018년 6월 로스 앤젤레스에서 시작되어 2018년 8월에 마무리되었다.

## 개봉
2019년 2월 아마존 스튜디오에서 영화 배급권을 땄고 같은 해 8월 30일 베니스 필름 페스티벌에서 상영되며 전세계에 소개되었다.  미국 외 지역에서는 유니버설 픽처스가 배급을 맡았다. 2019년 9월 7일에는 토론토 국제 필름 페스티벌에서도 상영되었다.  미국에서는 2019년 12월 13일에, 영국에서는 2020년 1월 10일에 개봉되었다. and in the United Kingdom on January 10, 2020.

## 평가
영화 평가 사이트인 로튼토마토에서는 85개의 리뷰를 바탕으로 38% 만족도로 평균 5.42/10 평점을 받았다. 공통적인 평은 "영화같은 실화를 좌절스러울 정로로 얄팍하게 다루었고 주연을 맡은 크리스틴 스튜어트의 연기가 그 중심에 있었다"라는 식이었다. 메타크리틱에서는 23명의 평론가들이 평균 100점 만점에 54점을 주었다.
타임지의 2019년 최우수 연기 리스트에는 스튜어트가 10위로 올랐다.